# 宋少章
宋少章（1914年—？），男，安徽巢县人，中国血液内科专家，曾任中国医学科学院肿瘤医院内科主任、研究员，药典委员会委员。